# The Artist's Great Madonna
The Artist's Great Madonna è un cortometraggio muto del 1913 diretto da Van Dyke Brooke.

## Produzione
Il film fu prodotto dalla Vitagraph Company of America.

## Distribuzione
Distribuito dalla General Film Company, il film - un cortometraggio in due bobine - uscì nelle sale cinematografiche statunitensi il 21 aprile 1913.
Non si conoscono copie ancora esistenti della pellicola che viene considerata presumibilmente perduta.